# 伍爾弗漢普頓
伍爾弗漢普頓（英語：Wolverhampton，發音：/wʊlvərˈhæmptən/ ⓘ），英國英格蘭西米德蘭茲郡的都市自治市和城市，2021年人口263,727人。
本市粵語譯名「和夫咸頓」是根據香港粵語譯音而成，較早出現於華人社會。「伍爾弗漢普頓」則是根據現代標準漢語譯音而成。
和夫咸頓原本為一市集，主要為羊毛交易。在工業革命時期，逐漸發展成為主要的工業中心，包括煤礦、煉鐵、製鎖，以及汽車與機車製造。目前服務業已取代工業，成為主要的經濟動脈，但當地仍有大型的航空工業。
和夫咸頓大學主校區位於本地，有來自世界各國的留學生。

## 著名地點
- 聖彼德教堂
- 和夫咸頓流浪者足球隊（「狼」隊）﹑球會﹑球場（Molineux Stadium）
- 和夫咸頓大學
- 和夫咸頓美術館
- 市中心商場: 萬達中心（Mander Centre）

## 歷史

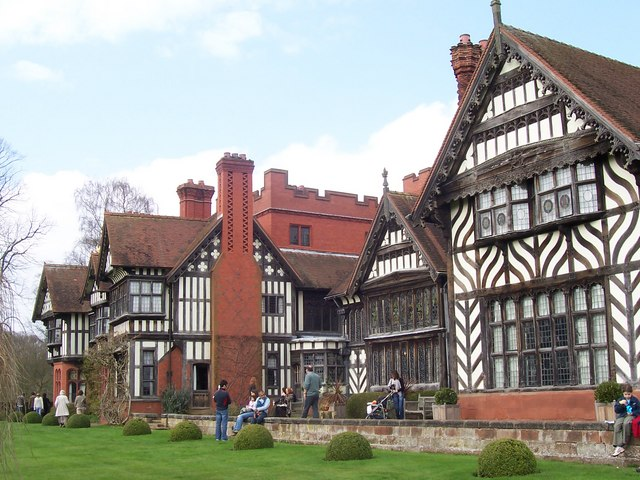
懷特威克莊園（Wightwick Manor）

有證據顯示於1712年、首部紐可門蒸汽機成功運作時，該部蒸汽機位於和夫咸頓。
在登基前幾年，維多利亞女王曾在 1830 年代到訪和夫咸頓，並將其描述為“一個大而骯髒的城鎮”，但其民眾“非常友好和愉快地”接待了她。在維多利亞時代，和夫咸頓成長為一個富裕的城鎮，主要是由於該地區豐富的煤炭和鐵礦藏而產生的大量工業。當時和夫咸頓的富裕程度於懷特威克莊園（Wightwick Manor）等現存大宅可見一班。
1832年改革法令使和夫咸頓首度於英國下議院獲得代表，當時下議會有兩名議員代表和夫咸頓與另外 21 個大城市。1837年，大樞紐（Grand Junction）鐵路公司將鐵路延伸至和夫咸頓，並於和夫咸頓東側建立當地首個火車站。該火車站於1965年被拆除。
19 世紀，這座城市迎來了來自威爾士和愛爾蘭（特別是愛爾蘭大饑荒後）的大量移民。1866 年，和夫咸頓豎立了一座紀念阿爾伯特親王的雕像，維多利亞女王因此回到和夫咸頓為雕像揭幕。這亦是維多利亞女王在丈夫葬禮後首次公開露面。她對這座雕像非常滿意，更將當時的和夫咸頓市長封為爵士。現市集廣場亦為了紀念這次訪問而更名為女王廣場。這座雕像取代了 1855 年塞瓦斯托波爾圍城戰期間繳獲的俄羅斯大砲，並至今仍矗立在女王廣場上。這座雕像在當地被稱為“騎馬人”。
1868至1975年，和夫咸頓的自行車製造業蓬勃發展，在此期間當地曾有合共 200 多家自行車製造公司，但如今已不復存在。
1923 年，無軌電車首次於和夫咸頓出現。1930 年，當地曾擁有世界上最大的無軌電車系統。當地最後一輛無軌電車於 1967 年停止運作。

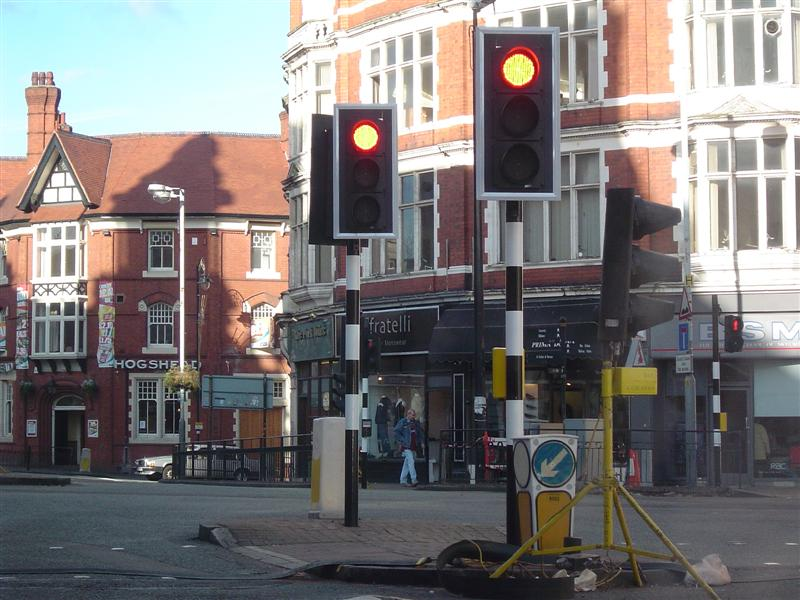
和夫咸頓王子廣場的交通燈燈桿塗上了傳統的黑白間條紋，以紀念英國首支自動交通燈於當地啟用

1927年，英國第一個自動交通燈於和夫咸頓王子廣場啟用，當時其燈桿為黑白間條紋。當地的現代交通燈燈桿仍塗上相同條紋來紀念這一事實。王子廣場也是英國第一條行人安全屏障的所在地，該屏障於1934年豎立。1927年11月2日，當時的威爾士親王（後來的愛德華八世）為連接和夫咸頓和伯明翰的A4123新路舉行通車儀式。新路作為一項旨在降低失業率的項目，是英國二十世紀第一條專門建造的城際高速公路。
1974年，和夫咸頓由斯塔福德郡轉為隸屬新成立的西米德蘭郡（都會自治市鎮）。在 1953 年、1966 年、1977 年、1985 年和 1992 年申請失敗後，和夫咸頓終於在 2001 年 1 月 31 日獲得城市地位，成為三個“千禧城市”之一。和夫咸頓還曾在 2002 年申請設立市長，但未能成功。
1992年7月31日，戴安娜王妃曾到訪當地，為一座新的警局舉行啟用儀式。
1999年5月31日啟用的和夫咸頓聖佐治站是西米德蘭地鐵的北端總站，該站位於市中心購物區的邊緣，距離和夫咸頓火車站約400米。

## 人口

2021年和夫咸頓城市分區的人口金字塔

2021 年人口普查顯示，和夫咸頓城市分區是西米德蘭茲郡第二大城市，區內人口數為 263,727。市內女性比例（50.9%）略高於男性比例（49.1%）。
和夫咸頓擁有多元化的人口；2021 年人口普查顯示，該市人口的 60.6% 是白人，21.2% 是亞洲人，9.3% 是黑人，5.3% 是混血兒，3.6% 來自其他族裔群體。
根據2021年人口普查，43.8%的當地人口為基督徒；27.8%無宗教信仰；12%為錫克教徒（為英格蘭和威爾士中人口數量第三大的錫克教社區）；5.5%為穆斯林；3.7%為印度教徒；0.7%為佛教徒。
在和夫咸頓，63% 就業人口使用私人交通工具（不論作為司機還是乘客）通勤，16% 使用公共交通，13% 騎自行車或步行，而 8% 在家工作。使用公共交通通勤的百分比在英格蘭和威爾士（不包括倫敦行政區）地方議會地區中位列前 11%。
汽車保有量低於英格蘭和威爾士的平均水平，35.2%的家庭不擁有汽車，而全國這一比例為26.8%。單輛汽車擁有量與全國平均水平一致（和夫咸頓為42.9%，英格蘭和威爾士為43.8%），而擁有一輛以上汽車的家庭比例低於全國平均水平。
截至2021年英國人口普查，由於和夫咸頓的英國亞裔人口較多，英國穆斯林、英國印度教徒和錫克教徒社區的數量比全國平均水平還要多。

## 經濟
傳統上，和夫咸頓的經濟以鋼鐵、汽車、工程和製造業為主，該市的許多傳統產業都已在最近幾十年來關閉或大幅縮減。到2008年，當地經濟已轉為以服務業為主，服務業佔總就業人口74.9%。當地服務業的主要組成部分是公共管理、教育和衛生（佔總就業人數的32.8％），分銷、酒店和餐館佔21.1％，而金融和資訊科技業佔12.7%。最大的非服務業是製造業（12.9%），而5.2%總就業人數與旅遊業有關。
當地最大的僱主是和夫咸頓市議會，聘請了超過 12,000 位員工。

## 交通

### 道路
和夫咸頓市中心是西米德蘭城市區西北部以及斯塔福德郡和什羅普郡鄉村腹地的道路網絡的主要焦點。
市議會區域範圍內的道路網絡完全由和夫咸頓市議會維護，而位於市議會區域以外、都市區域內的道路網絡則由斯塔福德郡議會維護，但都市區域北部邊緣的 M54 和 A449公路除外，它們由國家公路維護。

### 鐵路

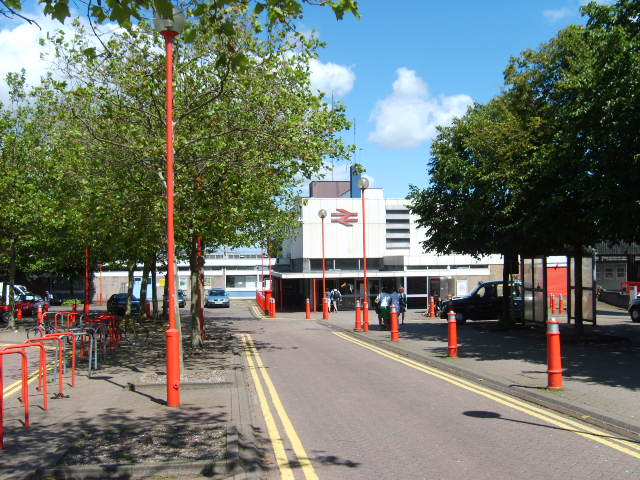
和夫咸頓火車站

和夫咸頓火車站為市中心提供鐵路服務，該站是西海岸主線的主要車站，提供前往倫敦尤斯頓、伯明翰新街和曼徹斯特皮卡迪利的列車服務。此外，西米德蘭地鐵亦為市中心及其東南側的郊區提供電車服務。現時和夫咸頓南、東及西側的郊區均不再有鐵路服務。

## 體育
通常屬英格蘭足球甲級聯賽的伍尔弗汉普顿流浪足球俱乐部 曾4次打入英格蘭足總杯賽事, 3次打入英超賽事。

## 特別點
- 高智商學會英國MENSA辦事處。

## 外部連結
- （英文）英國廣播公司：伍爾弗漢普頓 （页面存档备份，存于）
- （英文）伍爾弗漢普頓市議會 （页面存档备份，存于）

52°35′N 2°08′W / 52.583°N 2.133°W